# Marigondanahalli, Honnali
Marigondanahalli là một làng thuộc tehsil Honnali, huyện Davanagere, bang Karnataka, Ấn Độ.